# ایتالیا در المپیک تابستانی ۱۹۷۶
ایتالیا در بازی‌های المپیک تابستانی ۱۹۷۶ که در شهر مونترال کانادا برگزار شد، کاروان ایتالیا با ۲۱۰ ورزشکار در این رقابت‌ها شرکت کرد و موفق به کسب ۱۳ مدال (۲ طلا، ۷ نقره، ۴ برنز) شد. در جدول رتبه‌بندی توزیع مدال‌ها، ایتالیا در ردهٔ ۱۴ مسابقات قرار گرفت.